# تیم رالی جهانی سیتروئن
تیم رالی جهانی سیتروئن (انگلیسی: Citroën World Rally Team) یک تیم اتوموبیل‌رانی در مسابقات رالی قهرمانی جهان است، این تیم که زیرمجموعه شرکت سیتروئن است مرکز آن در شهر ورسای، فرانسه است.